# Біле Пйонтково
Біле Пйонтково (пол. Białe Piątkowo, нім. Freitagsheim) — село в Польщі, у гміні Мілослав Вжесінського повіту Великопольського воєводства.
Населення — 287 осіб (2011).
У 1975-1998 роках село належало до Познанського воєводства.

## Демографія
Демографічна структура станом на 31 березня 2011 року:
|          | Загалом | Допрацездатний вік | Працездатний вік | Постпрацездатний вік |
| -------- | ------- | ------------------ | ---------------- | -------------------- |
| Чоловіки | 148     | 31                 | 106              | 11                   |
| Жінки    | 139     | 27                 | 87               | 25                   |
| Разом    | 287     | 58                 | 193              | 36                   |